# 中国人民解放军江苏省军区
中国人民解放军江苏省军区，是中国人民解放军的一个省级军区，原隶属于南京军区，现由中央军委国防动员部领导和管理，负责江苏省辖区内的民兵、预备役、兵役、动员工作和城市警备及海防守备任务。

## 历史沿革
1952年11月，江苏恢复省治，苏北军区、苏南军区合并组建江苏军区，隶属于华东军区（1955年后为南京军区）。
1960年4月，江苏军区改称江苏省军区。

## 职能
江苏省军区的主要职能为全面负责江苏省辖区内的民兵、预备役、兵役、动员工作和城市警备及海防守备任务。江苏省军区在名义上也是中共江苏省委的军事工作部门和江苏省人民政府的兵役工作机构，接受所属大军区和所驻地方党委、政府的双重领导，因此中共江苏省委书记担任江苏省军区第一政委，江苏省省长担任江苏省国防动员委员会主任，江苏省军区的司令员或政委之一人担任中共江苏省委常委，司令员和政委同时担任江苏省国防动员委员会副主任。

## 编制

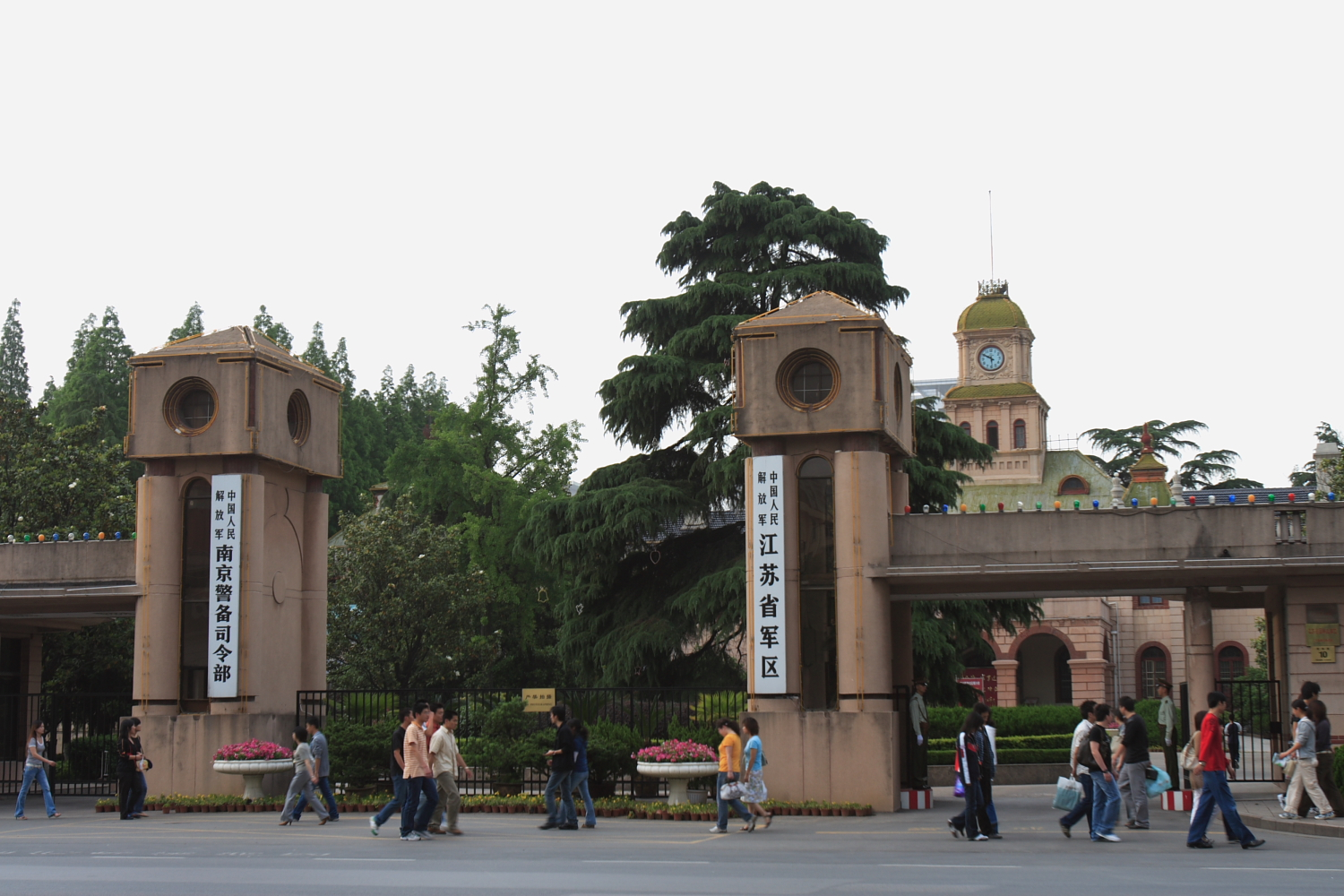
中国人民解放军江苏省军区和南京警备司令部驻地南京市湖南路10号

江苏省军区机关驻南京市繁华商圈之一的鼓楼区湖南路10号，司令部大楼是全国重点文物保护单位原国民政府旧址之一的临时政府参议院旧址。
省军区机关部门
- 司令部
- 政治部
- 后勤部
- 装备部

省军区直属部队
- 江苏省军区预备役高炮第一师（驻南京）
- 江苏省军区预备役高炮第二师（驻扬州）

原江苏省军区舟桥旅（驻南京）于2016年转隶划归东部战区陆军参谋部。
警备区（正师级）
- 南京警备区
- 连云港警备区

军分区（正师级）
- 徐州军分区
- 宿迁军分区
- 淮安军分区
- 盐城军分区
- 扬州军分区
- 泰州军分区
- 南通军分区
- 镇江军分区
- 常州军分区
- 无锡军分区
- 苏州军分区

## 历任主官
| 1. 刘先胜（1952年11月－1960年10月） 2. 段焕竞（1960年11月－1965年10月） 3. 赵俊（1965年10月－1969年8月） 4. 黄朝天（1969年8月－1979年11月） 5. 王景昆（1979年11月－1981年6月） 6. 林有声（1981年6月－1983年5月） 7. 甄申（1983年5月－1985年8月） 8. 章昭薰（1985年8月－1992年3月） 9. 郑炳清（1992年3月－1997年9月） 10. 蒋文郁（1997年9月－2002年7月） 11. 李增林（2002年7月－2002年12月） 12. 陈一远（2003年7月－2009年5月） 13. 许援朝（2009年5月－2011年3月） 14. 孙心良（2011年3月－2013年7月） 15. 何卫东（2013年7月－2014年2月） 16. 李克让（2014年2月－2014年12月） 17. 李大清（2015年1月－2018年7月） 18. 于中海（2018年7月－2019年12月） 19. 张黎鸿（2019年12月－） | 1. 萧望东（1952年11月－1954年2月） 2. 柯庆施（兼，1954年2月－1955年9月） 3. 江渭清（兼，1955年9月－1967年4月） 4. 梁辑卿（1967年4月－1970年4月） 5. 钟国楚（1970年4月－1977年2月） 6. 许家屯（兼，1977年2月－1983年4月） 7. 韩培信（兼，1983年4月－1985年8月） 8. 岳德旺（1983年5月－1990年6月） 9. 魏长安（1990年6月－1998年8月） 10. 任朝海（1998年8月－2002年10月） 11. 吴齐（2002年10月－2006年11月） 12. 李笃信（2006年11月－2014年12月） 13. 曹德信（2014年12月－2017年4月） 14. 孟中康（2017年4月－2019年9月） 15. 张孟滨（2021年1月－2023年1月） 16. 张国成（2023年1月－） |

### 歷任參謀長
1. 戴濱輝